# Hanns Feigen
Hanns W. Feigen (* 1949 in Oberhausen) ist ein deutscher Rechtsanwalt. Er arbeitet schwerpunktmäßig als Wirtschafts- und Steuerstrafverteidiger in Deutschland.

## Leben
Feigen studierte nach seinem Abitur am Bonner Aloisiuskolleg Rechtswissenschaften und Grundlagen der Medizin in Bonn. Er war dort Assistent am Lehrstuhl von Hans-Joachim Rudolphi. 1983 trat er als Rechtsanwalt in die Kanzlei Redeker Schön Dahs & Sellner ein; 1987 wurde er dort Partner. 2001 gründete er mit seinem Kollegen Walther Graf die Sozietät Feigen • Graf Rechtsanwälte.
Feigen ist mit der Juristin Barbara Livonius in zweiter Ehe verheiratet, die ebenfalls auf dem Gebiet des Wirtschaftsstrafrechts tätig ist. Seit 1969 ist er Mitglied der katholischen Studentenverbindung KDStV Bavaria Bonn. Feigen hat einen Sohn aus erster Ehe, der auch Anwalt geworden ist.

## Mandate
Schwerpunkt seiner Tätigkeit ist die Verteidigung von Führungskräften in Wirtschafts- und Steuerstrafsachen. Als Unternehmensanwalt oder Individualverteidiger war er in zahlreichen Strafverfahren tätig.
- Den früheren Vorstandsvorsitzenden der Deutschen Post Klaus Zumwinkel verteidigte er vor dem Landgericht Bochum in dessen Steuerstrafverfahren. Zumwinkel erhielt eine Freiheitsstrafe von zwei Jahren auf Bewährung.[4]
- Im Strafverfahren gegen den früheren Infineon-Vorstand Ulrich Schumacher wegen Bestechlichkeit, Untreue und Prozessbetrugs erreichte er einen Freispruch wegen der Hauptanklagepunkte und wegen des verbliebenen Vorwurfs der Steuerhinterziehung die Einstellung des Verfahrens gegen eine Geldauflage.[5]
- Im Zusammenhang mit dem Strafverfahren wegen Immobiliengeschäften des Bankhauses Sal. Oppenheim vertrat er die Interessen des Bankhauses Sal. Oppenheim.[6]
- Er vertrat den Beluga-Gründer Niels Stolberg im Ermittlungsverfahren wegen schweren Betrugs und Untreue.[7]
- Im Zusammenhang mit dem Einsturz des Kölner Stadtarchivs vertrat er die ausführende Bau-ARGE mit den Mitgliedern Wayss & Freytag (heute BAM Deutschland) und Züblin, geführt von Bilfinger Berger.[8]
- Im Ermittlungsverfahren wegen des Verdachts des versuchten Prozessbetrugs gegen den Co-Vorstandsvorsitzenden der Deutschen Bank, Jürgen Fitschen, war er dessen Verteidiger.[9]
- Den ehemaligen Leiter des Unternehmens Porsche, Wendelin Wiedeking, vertrat er im Verfahren wegen des Verdachts von Kursmanipulationen.[10]
- Vor dem Landgericht München II verteidigte er den Präsidenten des FC Bayern München, Uli Hoeneß im Strafverfahren wegen Steuerhinterziehung.[11][12] Hoeneß wurde zu einer Freiheitsstrafe von drei Jahren und sechs Monaten verurteilt.[13]
- Er war im „Lederspray-Verfahren“ tätig und später im „Holzschutzmittel-Verfahren“.[14][15]
- Im Juli 2017 trat er im Auftrag der Deutschen Bahn in einem 23-seitigen Schriftsatz an die Staatsanwaltschaft Berlin dem von Gegnern des Bahnprojekt Stuttgart 21 erhobenen Vorwurf der Untreue entgegen.[16]